# Accident d'hélicoptère de New York en 2019
Le 10 juin 2019, un hélicoptère s'écrase contre le toit du gratte-ciel de l'Axa Center abritant les activités de l'assureur français Axa, au niveau la Septième Avenue dans l'arrondissement de Manhattan à New York. L' accident  d'hélicoptère de New York en 2019 a déclenché un incendie au sommet de l'immeuble. L'hélicoptère impliqué dans l'accident, a été détruit. Le seul occupant, le pilote de l'hélicoptère, Tim McCormack, est décédé dans l'accident. L'avion appartenait à une compagnie privée.

## Déroulement du vol et de l'accident
Le vol, enregistré pour un vol d'affaires, est parti de l'héliport de la 34e rue (East 34th Street Heliport) à environ 13 h 32 à destination de Linden dans l'État du New Jersey. Vers 13 h 43, l'hélicoptère, un Agusta A.109 de type AW109 Power, immatriculé N200BK, s'écrase sur le toit du gratte-ciel de 54 étages et haut d'environ 210 mètres de l'Axa Center, sur la Septième Avenue à Manhattan. L'accident provoque un incendie au sommet du bâtiment. Le gouverneur de l'État de New York Andrew Guomo déclare : « Il y a un hélicoptère qui a fait un atterrissage forcé ou un atterrissage d'urgence… sur le toit de l'immeuble pour une raison ou une autre » après s'être entretenu avec les services de secours. Il précise en disant : « Les gens dans l'immeuble ont dit qu'ils avaient senti le bâtiment trembler. Dans l'immeuble, personne n'a été blessé ».
Le premier appel d'urgence a été effectué à 13 h 43. Le Fire Department of the City of New York (FDNY) a considéré l'accident comme un « atterrissage brutal ». L'incendie au sommet du gratte-ciel s'est par la suite éteint rapidement. Le personnel qui a dû évacuer les locaux par les escaliers, ne savait ce qu'il s'était passé, ni même si le point d'impact était au-dessus, ou en-dessous d'eux. Ils ont cependant ressenti une forte odeur de fumée. À noter que les atterrissages sont formellement interdits dans ce quartier de la ville de New York. Les images des différentes télévisions américaines montraient un important déploiement de véhicules police et de secours au pied de plusieurs grands immeubles.

## Enquête et conséquences
Le rapport préliminaire du Conseil national de la sécurité des transports (NTSB) a indiqué que le pilote a dit par radio qu'il « ne savait pas où il se trouvait ». Les données de suivi ont montré que l'hélicoptère « a volé de façon erratique » et « a changé de cap et d'altitude plusieurs fois ». Après l'accident, le maire de New York, Bill de Blasio, a déclaré à la presse : « Nous n'avons aucune indication sur un quelconque lien avec le terrorisme »,. Il a ajouté : « Cela aurait pu être bien pire. Dieu merci personne d'autre n'a été blessé dans cet accident absolument sidérant ». Le Conseil national de la sécurité des transports (NTSB) a envoyé des agents pour enquêter sur l'accident.
L'accident a incité le maire Bill de Blasio à demander l'interdiction des vols d'hélicoptères non urgents survolant l'arrondissement de Manhattan. L'ancien commissaire aux parcs de la ville, Adrian Benepe, a rétorqué que le maire avait le pouvoir d'éliminer lui-même 90 % du trafic d'hélicoptères en éliminant les plus de 200 vols touristiques et charters quotidiens des héliports appartenant à la ville de New York.